# Tereza Kučerová
Tereza Kučerová (5. května 1964 Praha) je česká výtvarnice, návrhářka kostýmů, herečka. Jejími rodiči byli Věra Chytilová a Jaroslav Kučera.
Tereza Kučerová je absolventkou Vysoké školy uměleckoprůmyslové v Praze, kde v letech 1982 až 1988 studovala filmovou a televizní grafiku u Miloslava Jágra. Během své kariéry pracovala v různých oborech, včetně grafiky, malby a designu. Jako kostýmní výtvarnice je spojena s řadou filmů, vytvořila několik kreslených filmů, které byly k vidění na mnoha festivalech animovaných filmů. Své práce vystavovala v České republice. V roce 2016 se stala členkou Sdružení českých umělců grafiků Hollar.
Její dvě barevné litografie z roku 1993, Pani B/Mrs. B a Rust/Growth, jsou ve vlastnictví Národní galerie ve Washingtonu.